# فرانك بليس
فرانك بليس (بالإنجليزية: Frank Bliss)‏ هو مهندس مدني أمريكي، ولد في 10 ديسمبر 1852 في شيكاغو في الولايات المتحدة، وتوفي في 9 يناير 1929 في ناشفيل في الولايات المتحدة.